# Hamptophryne alios
Hamptophryne alios é uma espécie de anfíbio da família Microhylidae. Pode ser encontrada na Bolívia, Peru e Brasil.
Os seus habitats naturais são: florestas subtropicais ou tropicais húmidas de baixa altitude, pântanos, marismas de água doce e marismas intermitentes de água doce. Está ameaçada por perda de habitat.